# Ultra Naté
Ultra Naté, née le 20 mars 1968 à Havre de Grace dans le Maryland, est une chanteuse américaine.

## Biographie
Elle commence sa carrière à l'âge de 21 ans, avec la parution d’un premier single réalisé en collaboration avec des producteurs de house venant de Baltimore (les Basement boys), qui fera une apparition dans les charts anglais.
En 1991, Ultra Naté sort son premier album intitulé "Blues notes in the basement", produit par Warner Bros.
En 1993, elle sort son deuxième album qui a du succès aux États-Unis.
Ultra Naté contribue à la chanson "Party Girl (Turn Me Loose)" pour la bande originale du film indépendant de même intitulé avec Parker Posey, en 1995.
En 1997, elle sort le single "Free", devenant rapidement un tube, certifié Disque d'or en Grande-Bretagne et 10e dans le Top 50 français.
En 1998, elle participe à la Bande originale du film Studio 54 avec le single If You Could Read My Mind.
En 2009, qu'il a été annoncé que la chanteuse américaine de R'N'B Michelle Williams, auparavant membre du groupe Destiny's Child a collaboré sur une chanson avec Ultra appelé « J'attends sur toi », pour une utilisation sur tous les deux de leurs prochains albums studio.
En 2010 Ultra a sorti un remix de Bob Sinclar de son succès classique « Free » sur Strictly Rhythm. "Give It 2 U" en collaboration avec Quentin Harris pour son album « Sacrifice », qui est considéré comme un aperçu d'un projet à venir duo entre Ultra et Quentin appelé « Black stéréo foi ». « Destination » en collaboration avec Tony Moran, qui est actuellement escalade le classement Billboard Dance Play.
En 2011, elle se présente comme candidate de la sélection suisse aux Concours Eurovision de la chanson 2012, avec la chanson "My Love".

## Discographie

### Albums

#### Albums studio
| Année | Détails                                                                                           | Meilleure position |
| Année | Détails                                                                                           | Royaume-Uni        |
| ----- | ------------------------------------------------------------------------------------------------- | ------------------ |
| 1991  | Blue Notes in the Basement - Sortie : juin 1991 - Label: Warner Bros. - Formats: CD, cassette, LP | —                  |
| 1994  | One Woman's Insanity - Sortie : octobre 1994 - Label: Warner Bros. - Formats: CD, cassette, LP    | —                  |
| 1998  | Situation: Critical - Sortie : 2 mai 1998 - Label: Strictly Rhythm - Formats: CD, cassette, LP    | 17                 |
| 2001  | Stranger Than Fiction - Sortie: 24 avril 2001 - Label: Strictly Rhythm - Formats: CD, LP          | —                  |
| 2007  | Grime, Silk, & Thunder - Sortie : 5 juin 2007 - Label: Tommy Boy Records - Formats: CD            | —                  |
| 2013  | Hero Worship - Sortie : 23 juillet 2013 - Label: Tommy Boy Records - Formats: Download            | —                  |
| 2017  | Black Stereo Faith - Sortie: 7 juillet 2017 - Formats: CD, Download                               | —                  |

#### Album de compilation
- The Best Remixes, Vol. 1 (1997)
- Best Remixes, Vol. 2 (1999)
- Alchemy - G.S.T. Reloaded (2008)

### Extended plays
- Things Happen At Night (2010)

### Singles
| Année | Titre                                                                        | Meilleure position | Meilleure position | Meilleure position | Meilleure position | Certifications | Album                      |
| Année | Titre                                                                        | États-Unis         | États-Unis Dance   | Royaume-Uni        | Canada             | Certifications | Album                      |
| ----- | ---------------------------------------------------------------------------- | ------------------ | ------------------ | ------------------ | ------------------ | -------------- | -------------------------- |
| 1989  | It's Over Now                                                                | —                  | —                  | 62                 | —                  |                | Blue Notes in the Basement |
| 1991  | Is It Love?                                                                  | —                  | 45                 | 71                 | —                  |                | Blue Notes in the Basement |
| 1992  | Rejoicing (I'll Never Forget)                                                | —                  | 7                  | —                  | —                  |                | Blue Notes in the Basement |
| 1993  | Joy                                                                          | —                  | 2                  | —                  | —                  |                | One Woman's Insanity       |
| 1994  | Show Me                                                                      | —                  | 1                  | 62                 | —                  |                | One Woman's Insanity       |
| 1994  | How Long                                                                     | —                  | 2                  | —                  | —                  |                | One Woman's Insanity       |
| 1997  | Free                                                                         | 75                 | 1                  | 4                  | 10                 | - UK: Gold     | Situation: Critical        |
| 1998  | Free (The Mixes)                                                             | —                  | —                  | 33                 | —                  |                | Situation: Critical        |
| 1998  | Found A Cure                                                                 | —                  | 1                  | 6                  | —                  |                | Situation: Critical        |
| 1998  | New Kind of Medicine                                                         | —                  | 28                 | 14                 | —                  |                | Situation: Critical        |
| 1998  | Pressure                                                                     | —                  | 3                  | —                  | —                  |                | Situation: Critical        |
| 1998  | If You Could Read My Mind (Stars on 54: Ultra Naté, Amber, Jocelyn Enriquez) | 52                 | 3                  | 23                 | 7                  |                | Studio 54 soundtrack       |
| 2000  | Desire                                                                       | —                  | 1                  | 40                 | —                  |                | Stranger Than Fiction      |
| 2001  | Get It Up (The Feeling)                                                      | —                  | 1                  | 51                 | —                  |                | Stranger Than Fiction      |
| 2002  | I Don't Understand It                                                        | —                  | 25                 | —                  | —                  |                | Stranger Than Fiction      |
| 2002  | Twisted                                                                      | —                  | 3                  | —                  | —                  |                | Stranger Than Fiction      |
| 2003  | Brass in Pocket                                                              | —                  | 8                  | —                  | —                  |                | Non-album                  |
| 2005  | Freak On (avec Stonebridge)                                                  | —                  | —                  | 37                 | —                  |                | Grime, Silk, & Thunder     |
| 2006  | Love's the Only Drug                                                         | —                  | 2                  | —                  | —                  |                | Grime, Silk, & Thunder     |
| 2007  | Automatic                                                                    | —                  | 1                  | —                  | —                  |                | Grime, Silk, & Thunder     |
| 2007  | Give It All You Got (avec Chris Willis)                                      | —                  | 1                  | —                  | —                  |                | Grime, Silk, & Thunder     |
| 2009  | Faster Faster Pussycat (Let’s Go!)                                           | —                  | —                  | —                  | —                  |                | Things Happen At Night     |
| 2009  | Hey DJ                                                                       | —                  | —                  | —                  | —                  |                | Things Happen At Night     |
| 2011  | Turn It Up                                                                   | —                  | 4                  | —                  | —                  |                | Hero Worship               |
| 2011  | Waiting on You (avec Michelle Williams)                                      | —                  | 11                 | —                  | —                  |                | Hero Worship               |

#### En tant qu'artiste invité
| Année | Single                                                                       | Meilleure position | Meilleure position |
| Année | Single                                                                       | États-Unis Dance   | Royaume-Uni        |
| ----- | ---------------------------------------------------------------------------- | ------------------ | ------------------ |
| 1992  | Altitude (777 featuring Ultra Naté)                                          | 44                 | —                  |
| 1995  | Party Girl (Turn Me Loose)                                                   | 6                  | —                  |
| 1995  | 10.000 Screaming Faggots (The Moonwalkers feat. Ultra Naté)                  | —                  | —                  |
| 1997  | Partay Feeling (B-Crew featuring Barbara Tucker, Dajae, Ultra Naté and Moné) | 22                 | 45                 |
| 2004  | Time of our Lives (Ultra Devoted)                                            | —                  | —                  |
| 2005  | Bittersweet Melody (Gaudino feat. Ultra Naté)                                | —                  | —                  |
| 2005  | "Wonderful Place" (U.D.A.U.F.L.)                                             | —                  | —                  |
| 2010  | No Wasted Hearts (Nicola Fasano feat. Ultra Naté)                            | —                  | —                  |
| 2010  | Destination (Tony Moran feat. Ultra Naté)                                    | 10                 | —                  |

Autres:
- Is It Love? (1991)
- Rejoicing (I'll Never Forget) (1992)
- Altitude (777 featuring Ultra Naté) (1992)
- Joy (1993)
- How Long (1994)
- Party Girl (Turn Me Loose) (1995)
- 10.000 Screaming Faggots (The Moonwalkers feat. Ultra Naté) (1995)
- Partay Feeling (Erick Morillo featuring Barbara Tucker, Dajae, Ultra Naté and Moné) (1997)
- Free (The Mixes) (1998)
- If You Could Read My Mind (Stars on 54: Ultra Naté, Amber, Jocelyn Enriquez) (1998)
- Pressure (1999)
- I Don't Understand It (2002)
- Brass in Pocket (2003)
- Free (remixes) (2004)
- Bittersweet Melody (Alex Gaudino feat. Ultra Naté) (2005)
- Freak On (mit Stonebridge) (2005)
- Love's the Only Drug" (2006)
- Automatic (2007)
- Give It All You Got (mit Chris Willis) (2007)